# Менон
Вижте пояснителната страница за други значения на Менон.
„Менон“ е диалог на древногръцкия философ Платон. Вероятно е написан скоро след 382 пр.н.е., ако се съди по някои споменавания в текста и от връзката на темата с творчеството на Платон.

## Участници
В диалога вземат участие Сократ, Менон (на когото е наречено произведението), Анит и роб на Менон, когото Сократ разпитва по разни въпроси от геометрията, доказвайки, че не научаваме никога нищо ново, а само си припомняме това, което по природа ни е известно.
Знае се, че и Менон и Анит са били исторически съществували лица. Първият е от град Лариса в Тесалия, ученик на софиста Горгий, а вторият е отрицателна фигура в живота на Сократ, атинянин, враг на софистите, неспособен да различи празнодумството от истинското търсене на знания. Той е централна фигура в процеса срещу Сократ, за което Платон пише и в „Апологията“.

## Тема
Основна тема в диалога е дали добродетелта е нещо, което може да се научи или е по рождение характерна за някои хора. В хода на разговора се обсъждат и двете мнения, като Сократ успява да докаже, че и двете не са верни. Той дава дефиниция на знанието като припомняне на нещо, научено в минал живот. Така получаваме отговор на въпроса, зададен в началото и разбираме, че добродетелта не може да се научи и не е вродена, а е дар от бога.